# Збірна Великої Британії з баскетболу
Чоловіча збірна Великої Британії з баскетболу — національна команда, яка представляє Велику Британію на міжнародних змаганнях з баскетболу. Право виступати за збірну Великої Британії мають гравці Англії, Уельсу та Шотландії. Не зважаючи на це, вважається однією з найгірших збірних Європи з баскетболу. Окремо мають право виступати збірні Англії, Уельсу, Шотландії і Північної Ірландії (остання не має права делегувати гравців у збірну Великої Британії окрім як на Олімпійські ігри). Головний тренер збірної — американський фахівець Кріс Фінч, найвідомішим гравцем є легкий форвард Луол Денг — натуралізований суданець, що виступав за команду «Чикаго Буллз».